# Janine Lieffrig
Janine Lieffrig (francès: Jeanine Lieffrig)  (12 d'abril de 1938) és una tennista professional francesa retirada.
Va ser finalista en dos torneigs de Grand Slam en la prova de dobles femenins, el torneig Wimbledon i el Roland Garros l'any 1965, amb la seva compatriota Françoise Dürr. Va formar part de l'equip francès de la Copa Federació entre els anys 1963 i 1968.
Posteriorment va participar en el circuit de tennis sènior representant Sud-àfrica.

## Torneigs de Grand Slam

### Dobles femenins: 2 (0−2)
| Resultat  | Núm. | Any  | Torneig                  | Parella        | Oponents                     | Marcador |
| --------- | ---- | ---- | ------------------------ | -------------- | ---------------------------- | -------- |
| Finalista | 1.   | 1965 | Internationaux de France | Françoise Dürr | Margaret Court Lesley Turner | 3−6, 1−6 |
| Finalista | 2.   | 1965 | Wimbledon                | Françoise Dürr | Maria Bueno Billie Jean King | 2−6, 5−7 |

## Trajectòria

### Individual
| Open d'Austràlia | A  | A  | A  | A  | 2R | A  | A  | A  | A  | A  | 0 / 1  | 1 − 1   |
| Roland Garros | 2R | 4R | 2R | 3R | 3R | 4R | 2R | 1R | 1R | 1R | 0 / 10 | 13 − 10 |
| Wimbledon | A  | A  | 2R | 1R | 1R | 1R | A  | 3R | A  | A  | 0 / 5  | 3 − 5   |
| US Open | A  | 3R | 3R | 3R | 2R | A  | A  | A  | A  | A  | 0 / 4  | 7 − 4   |
| Llegenda: G: Guanyadora; F: Finalista; SF: Semifinalista; QF: Quarts de final; Q: Qualificació; A: Absent; RR: Round Robin; |    |    |    |    |    |    |    |    |    |    |        |         |

### Dobles femenins
| Open d'Austràlia | A  | A  | A  | A  | A  | QF | A  | A  | A  | A  | A  | A  | 0 / 1  |
| Roland Garros | 1R | 2R | 2R | QF | 1R | F  | QF | 1R | QF | 3R | 3R | 3R | 0 / 12 |
| Wimbledon | A  | A  | A  | 1R | 2R | F  | 1R | A  | 1R | A  | A  | A  | 0 / 5  |
| US Open | A  | A  | A  | A  | A  | A  | A  | A  | A  | A  | A  | A  | 0 / 0  |
| Llegenda: G: Guanyadora; F: Finalista; SF: Semifinalista; QF: Quarts de final; Q: Qualificació; A: Absent; RR: Round Robin; |    |    |    |    |    |    |    |    |    |    |    |    |        |

### Dobles mixts
| Open d'Austràlia | A  | A  | A  | A  | A  | A  | 3R | A  | A  | A  | A  | NC | NC | 0 / 1  |
| Roland Garros | 1R | 1R | 2R | 3R | 1R | QF | 2R | QF | 2R | 1R | 2R | 2R | QF | 0 / 13 |
| Wimbledon | A  | A  | A  | A  | QF | 2R | 2R | 4R | A  | 1R | A  | A  | A  | 0 / 5  |
| US Open | A  | A  | A  | A  | A  | A  | A  | A  | A  | A  | A  | A  | A  | 0 / 0  |
| Llegenda: G: Guanyadora; F: Finalista; SF: Semifinalista; QF: Quarts de final; Q: Qualificació; A: Absent; RR: Round Robin; |    |    |    |    |    |    |    |    |    |    |    |    |    |        |